# Lettera a Franco
Lettera a Franco (Mientras dure la guerra) è un film del 2019 scritto e diretto da Alejandro Amenábar, che racconta la turbata vicenda personale e politica del filosofo e scrittore Miguel de Unamuno, rettore dell'Università di Salamanca, allo scatenarsi della guerra civile spagnola nel 1936.
Il film è stato presentato al Toronto International Film Festival del 2019.

## Trama
Durante il colpo di stato spagnolo del luglio 1936, le truppe nazionaliste occupano Salamanca e ne arrestano il sindaco socialista. Lo stimato intellettuale e rettore dell'Università di Salamanca Miguel de Unamuno sostiene apertamente il golpe durante un'intervista, perché pensa riporterà ordine nella disastrata Seconda Repubblica, suscitando la disapprovazione di due suoi cari amici, il pastore evangelico Atiliano Coco e il socialista Salvador Vila Hernández. In seguito, la moglie del sindaco prega Unamuno di intervenire per garantire la sicurezza e la scarcerazione del marito, ma lo scrittore le offre soltanto del denaro, che lei rifiuta. Nel frattempo, nel Marocco spagnolo, una delegazione nazista incontra il generale Francisco Franco, per convincere l'esercito spagnolo ad esprimere al più presto un leader unico nazionalista, che renda la Spagna un regime.
Franco è dubbioso, perché il potere risiede ora nelle mani di una giunta militare a Burgos, ma alcuni militari cominciano a fargli pressione perché accetti i pieni poteri. Il governo repubblicano di Madrid rimuove Unamuno dalla sua carica di rettore a Salamanca per le sue simpatie golpiste, e l'accademico ha un'altra accesa discussione con Coco e Hernández. Unamuno si reca allora alla casa di Coco con l'intenzione di riappacificarsi con l'amico, ma scopre che Coco non è mai rientrato. Altrove, il generale José Millán-Astray incontra Franco a Cáceres, mentre la giunta di Burgos reintegra Unamuno come rettore, ma lo incarica anche di scrivere un manifesto ufficiale in sostegno del golpe. Unamuno, però, si rifiuta. La moglie di Coco, intanto, lo informa che il marito è prigioniero dei nazionalisti, perché massone e protestante. Hernández cerca allora ancora una volta di convincerlo della natura fascista del golpe.
Intanto, Millán-Astray chiede a Franco di mandare truppe a Toledo in sostegno dei nazionalisti asserragliati dentro l'Alcázar, così da sbaragliare i repubblicani che vi hanno messo assedio. Franco per il momento rifiuta, perché la sua intenzione è attaccare subito Madrid, così da concludere la guerra al più presto. Gli viene fatto notare però che una guerra civile potrebbe ripulire il paese dagli elementi sovversivi, di modo da poter governare più agilmente dopo. Inoltre, Franco rifiuta nuovamente la proposta di assumere i pieni poteri. Poco dopo, però, Franco ordina di sostituire la bandiera repubblicana con quella monarchica, provocando il dissenso della giunta, che non vuole il ritorno del Re.
La giunta e Franco si incontrano quindi a Salamanca, dove vengono accolti anche da Unamuno. Lo scrittore cerca di intercedere per il suo amico Coco, ma viene velocemente allontanato. Millán-Astray gli richiede anche di scrivere il manifesto golpista il prima possibile. Durante l'incontro tra i golpisti, Millán-Astray esorta ufficialmente la giunta a conferire a Franco la piena autorità, che gli viene mal volentieri assegnata. Intanto Unamuno, intimidito, è costretto a scrivere e a firmare il manifesto. Franco, ormai Caudillo, è ispirato da un dipinto di El Cid che osserva in una cattedrale e si convince della necessità di cristianizzare ulteriormente la Spagna, liberandola dal governo socialista e dai ribelli comunisti. Il caudillo decide allora di ordinare la mossa puramente propagandistica di liberare l'Alcázar di Toledo, allungando la guerra ma garantendosi più sostegno tra la popolazione.
Unamuno incontra ancora Hernández, ma questi gli viene arrestato davanti agli occhi dai falangisti. Unamuno cade allora in uno stato febbricitante per vari giorni, dopodiché decide di recarsi personalmente da Franco per pregarlo di liberare i suoi amici. Franco, però, si rifiuta e il tentativo fallisce con sommo disappunto del futuro Caudillo e della moglie. Durante una celebrazione universitaria, davanti a Millán-Astray e a Carmen, la moglie di Franco, Unamuno condanna esplicitamente e inaspettatamente il regime franchista, rischiando di essere linciato dal pubblico falangista. Unamuno viene licenziato e un testo ci informa che sia il sindaco che Coco e Hernández sono stati, da lì a breve, giustiziati dal regime.

## Distribuzione

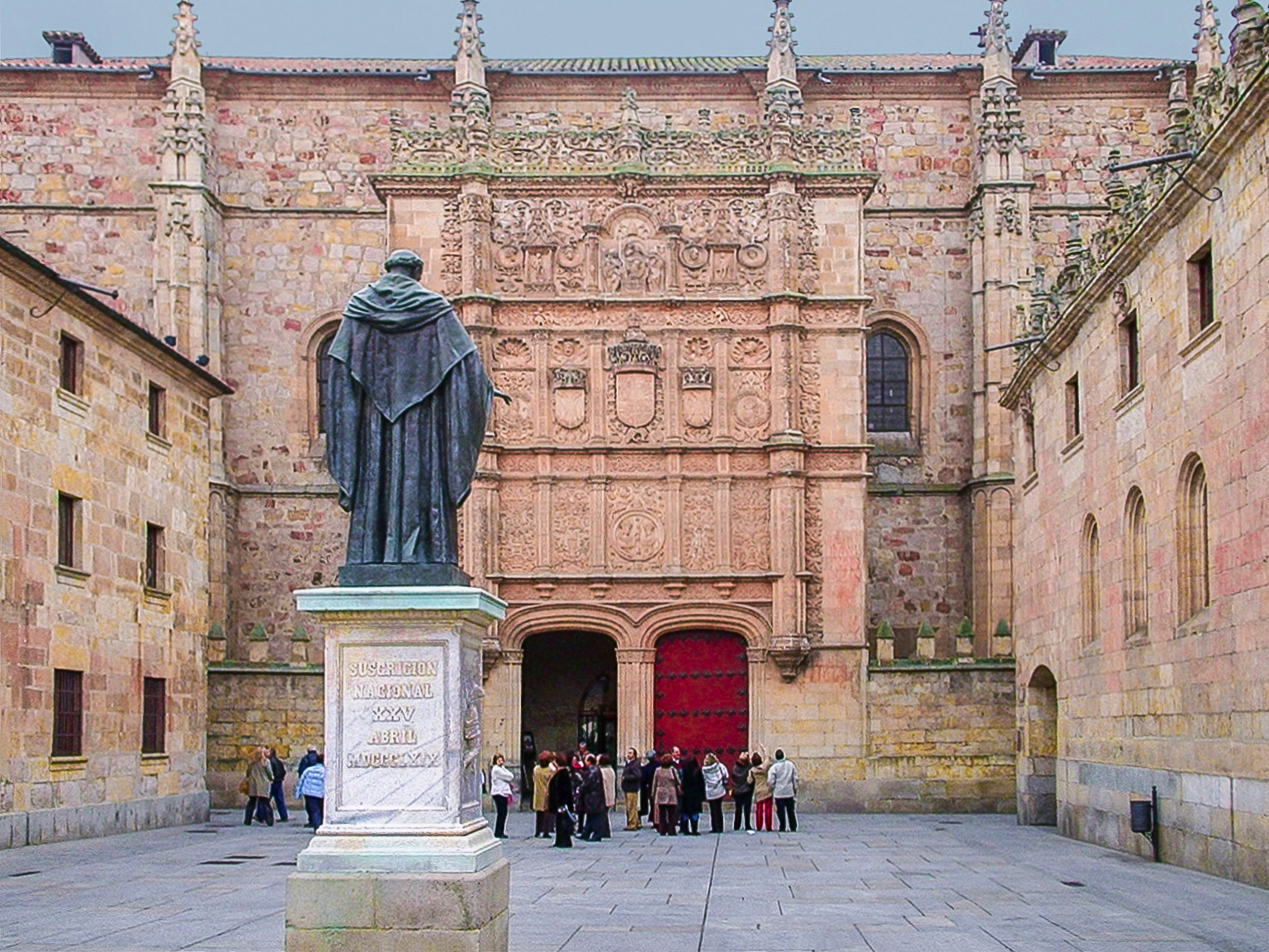
La facciata dell'Università di Salamanca, dove sono state girate alcune scene del film

Il film è stato presentato in anteprima il 6 settembre 2019 al Toronto International Film Festival. Il film ha concorso anche nella Selezione Ufficiale del Festival internazionale del cinema di San Sebastián del 2019.
Il film è stato diffuso nelle sale spagnole il 27 settembre 2019 e in quelle italiane il 26 maggio 2022.

## Accoglienza
Il film ha ricevuto una buona accoglienza in Spagna, soprattutto per l'interpretazione di Karra Elejalde e per l'imparzialità della sceneggiatura, anche se molti ne hanno criticato le inesattezze storiche. Un'associazione di veterani della Legione spagnola, la Plataforma Patriótica Millán-Astray, ha accusato invece gli sceneggiatori di plagio verso un testo, Unamuno's Last Lecture, da loro considerato diffamatorio nei confronti di José Millán-Astray e ha chiesto la restituzione dei fondi pubblici utilizzati per finanziare il film.
Sull'aggregatore di recensioni Rotten Tomatoes il film ha un indice di gradimento del 64% basato su 22 recensioni, con un voto medio di 7,11 su 10. Su Metacritic ha un punteggio di 55 su 100 basato su 4 recensioni.